# デイ・フォー・ナイト
『デイ・フォー・ナイト』（Day for Night）は、アメリカ合衆国のプログレッシブ・ロック・バンド、スポックス・ビアードが1999年に発表した4作目のスタジオ・アルバム。

## 背景
バンドは本作より、アメリカ国内における作品の配給元としてメタル・ブレイド・レコーズとの契約を得た。前スタジオ・アルバム『カインドネス・オブ・ストレンジャーズ』に引き続き、プログレッシブ・ロックのファン以外にも受け入れられる要素が導入されており、ベーシストのデイヴ・メロスは後年「私には、ニール・モーズはジェリーフィッシュのような、同時代のオルタナティヴ・アート・ロック・バンドに近づこうとしていたように感じられた」と振り返っている。また、ドラマーのニック・ディヴァージリオは後年「『デイ・フォー・ナイト』によって、私達は確実に、次の段階へ引き上げられた」と語っている。

## 評価
ドイツの音楽誌『Rock Hard』第143巻では月間最優秀アルバムに選ばれ、Michael Rensenは本作のレビューで満点の10点を付け「約10分の"Crack the Big Sky"、6つのパートに分かれた約22分の"The Healing Colours of Sound"には、プログレッシブ・ロックというジャンルの全貌に加えて、近縁の様々なジャンルの要素も取り込まれている」と評している。また、『CDジャーナル』のミニ・レビューでは「ポップなメロディを完璧なテクと複雑精緻なアレンジで次々に繰り出していく特長は依然健在」と評されている。

## 収録曲
特記なき楽曲はニール・モーズ作。
1. デイ・フォー・ナイト "Day for Night" - 7:34
2. ジバリッシュ "Gibberish" - 4:18
3. スキン "Skin" - 4:01
4. ザ・ディスタンス・トゥ・ザ・サン "The Distance to the Sun" - 5:12
5. クラック・ザ・ビッグ・スカイ "Crack the Big Sky" - 9:51
6. ザ・ジプシー "The Gypsy" - 7:29
7. キャント・ゲット・イット・ロング "Can't Get It Wrong" (Neal Morse, Alan Morse, Nick D'Virgilio) - 4:13
8. ザ・ヒーリング・カラーズ・オヴ・サウンド（パート1） "The Healing Colours of Sound (Part One)" - 2:22
9. マイ・シューズ "My Shoes" - 4:16
10. マミー・カムズ・バック "Mommy Comes Back" - 4:50
11. レイ・イット・ダウン "Lay It Down" - 3:17
12. ザ・ヒーリング・カラーズ・オヴ・サウンド "The Healing Colours of Sound" - 3:16
13. マイ・シューズ（リプリーズ） "My Shoes (Revisited)" - 3:58
14. アーバン・ノイズ "Urban Noise" - 0:45

### ヨーロッパ盤ボーナス・トラック
1. "Hurt" (Dean Chamberlain) - 3:09

### 日本盤ボーナス・トラック
1. ジューン "June" - 6:11

## 参加ミュージシャン
- ニール・モーズ - ボーカル、ピアノ、シンセサイザー、アコースティック・ギター
- アラン・モーズ - エレクトリック・ギター、メロトロン、バッキング・ボーカル
- 奥本亮 - ハモンドオルガン、メロトロン
- デイヴ・メロス - ベース、バッキング・ボーカル
- ニック・ディヴァージリオ - ドラムス、パーカッション、バッキング・ボーカル

アディショナル・ミュージシャン
- バイロン・ハウス - ストリングス・ベース、チェロ(on #2, #7)
- ジョン・ガー - サクソフォーン(on #5)
- ジョイ・ワーランド - フレンチホルン(on #7, #8)
- エリック・ブレントン、トム・タリー、ジョン・クロヴォザ - ストリングス(on #8)